# Eidgenössische Sternwarte
Die ehemalige Eidgenössische Sternwarte in Zürich (auch Semper-Sternwarte) wurde vom deutschen Architekten Gottfried Semper für das Eidgenössische Polytechnikum (heute ETH Zürich) entworfen und erbaut.  Sie steht an der Schmelzbergstrasse 25 in der Nähe des ETH-Hauptgebäudes.
Die Sternwarte war von 1862 bis 1980 in Betrieb. Astronomiegeschichtlich von Bedeutung ist sie aufgrund ihrer Leistungen in der Erforschung der Sonnenflecken. Deshalb wurde sie von der Internationalen Astronomischen Union zum Outstanding Astronomical Heritage erklärt.
Die Eidgenössische Sternwarte ist das einzige im Lauf der Zeit kaum geschädigte Bauwerk Sempers aus dessen eigener Hand und gilt deshalb als Baudenkmal von nationaler Bedeutung.

## Geschichte

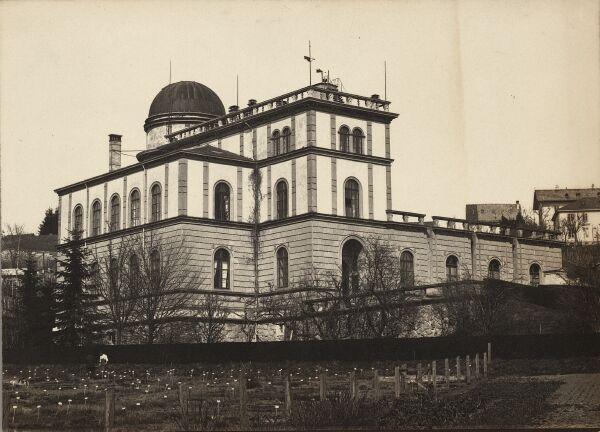
Eidgenössische Sternwarte (1889)

Semper war der erste Architekturprofessor des neu gegründeten Polytechnikums. Die Grundsteinlegung für die Sternwarte erfolgte am 27. März 1862, 1864 wurde sie fertiggestellt.
Erster Direktor der Sternwarte war Rudolf Wolf. Schon auf dessen Initiative wurde die langjährige Beobachtung der Sonnenflecken aufgenommen. Später koordinierte die Sternwarte die internationale Beobachtung der Sonnenflecken und publizierte die Zurich Sunspot Number (Wolf-Nummer, Sonnenflecken Relativzahl), die bis heute Standard ist.
Von 1910 bis 1911 wurde das Kleine Observatorium am Rand der Beobachtungsterrasse errichtet. 1950/51 wurde der Sonnenbeobachtungsturm gebaut.
Die Sternwarte betrieb von 1939 bis 1980 auch das astrophysikalische Observatorium auf dem Tschuggen in Arosa (nicht zu verwechseln mit dem seit 1921 dort bestehenden lichtklimatischen Observatorium, das Ozon-Messungen vornimmt) und ab 1957 die heute noch aktive Specola Solare in Locarno-Monti.
Ab 1945 wurden die astronomischen Beobachtungsmöglichkeiten wegen des neu gebauten Kantonsspitals (heute: Universitätsspital Zürich) stark eingeschränkt. Der Betrieb der Sternwarte wurde am 1. April 1980 eingestellt.
Die Sternwarte hatte im Verlaufe ihrer Geschichte vier Direktoren:
- 1864–1893: Rudolf Wolf
- 1894–1926: Alfred Wolfer
- 1926–1945: William Otto Brunner
- 1945–1979: Max Waldmeier

Von 1989 und 1993 wurde das Areal zwischen Sternwarte und Kantonsapotheke neu gestaltet, 1995–1997 wurde die Anlage aufwändig restauriert.
Das Gebäude beherbergt heute das Collegium Helveticum, ein interdisziplinäres Forschungsinstitut an der ETH Zürich.
Seit dem 2. Dezember 2022 befindet sich im Foyer der Sternwarte eine öffentlich zugängliche Ausstellung astronomischer Instrumente aus der Sammlung von Rudolf Wolf.

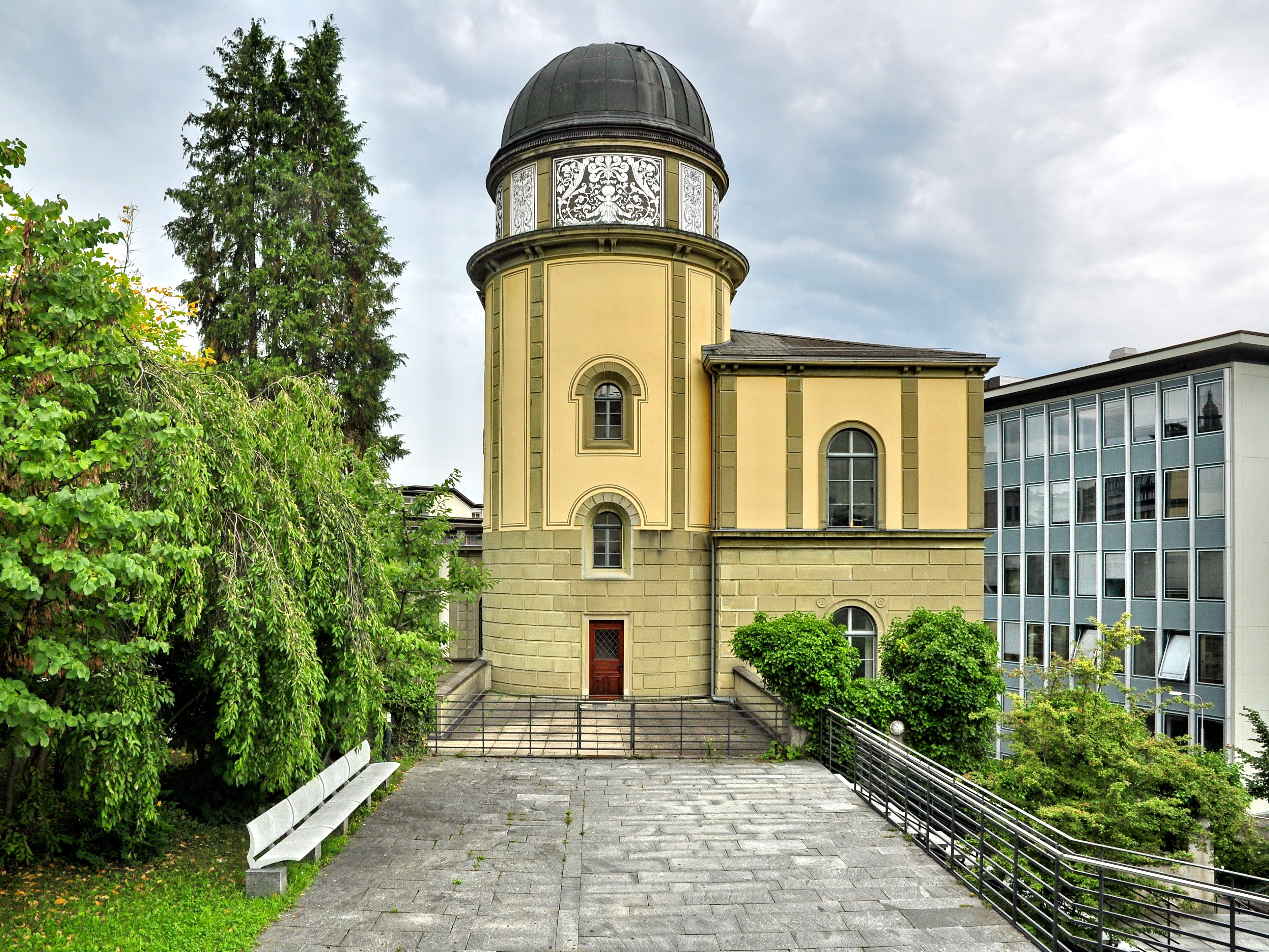
Westansicht des Hauptgebäudes
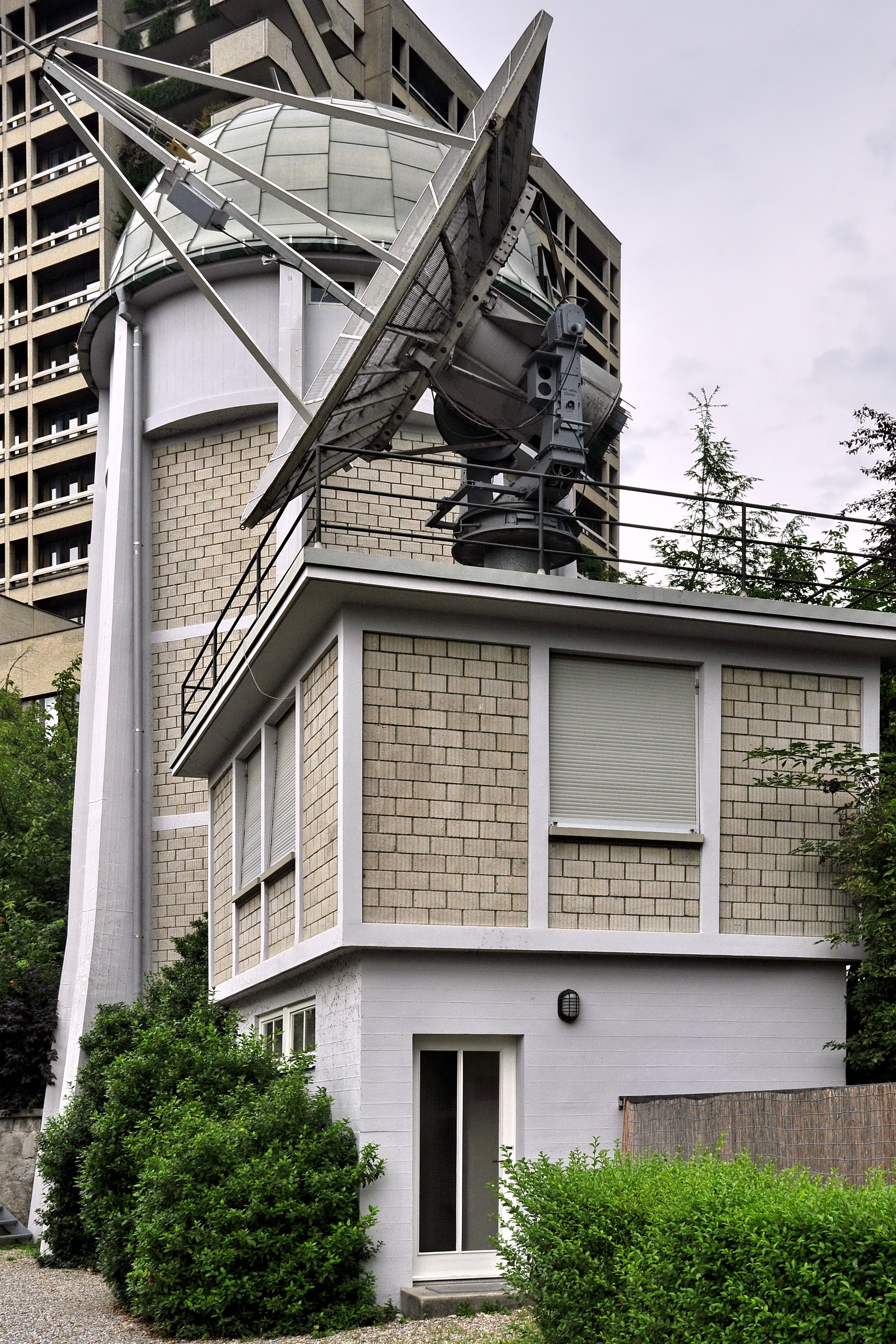
Parabolantenne (2011)